# Tinh vân Bóng Ma Mộc Tinh
Tinh vân Bóng Ma Mộc Tinh (NGC 3242), là 1 tinh vân hành tinh trong chòm sao Trường Xà. Nó cách Trái Đất 1400 năm ánh sáng.

## Hình ảnh

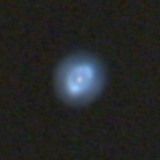
Được chụp bằng kính viễn vọng 10 "Kính viễn vọng Schmidt-Cassegrain
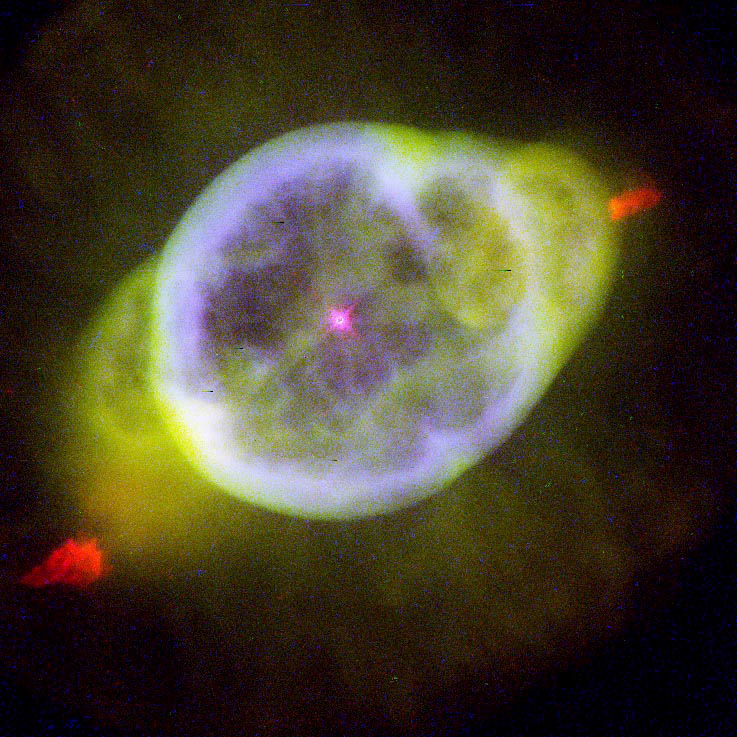
Một hình ảnh khác chụp bằng Hubble của vùng lõi
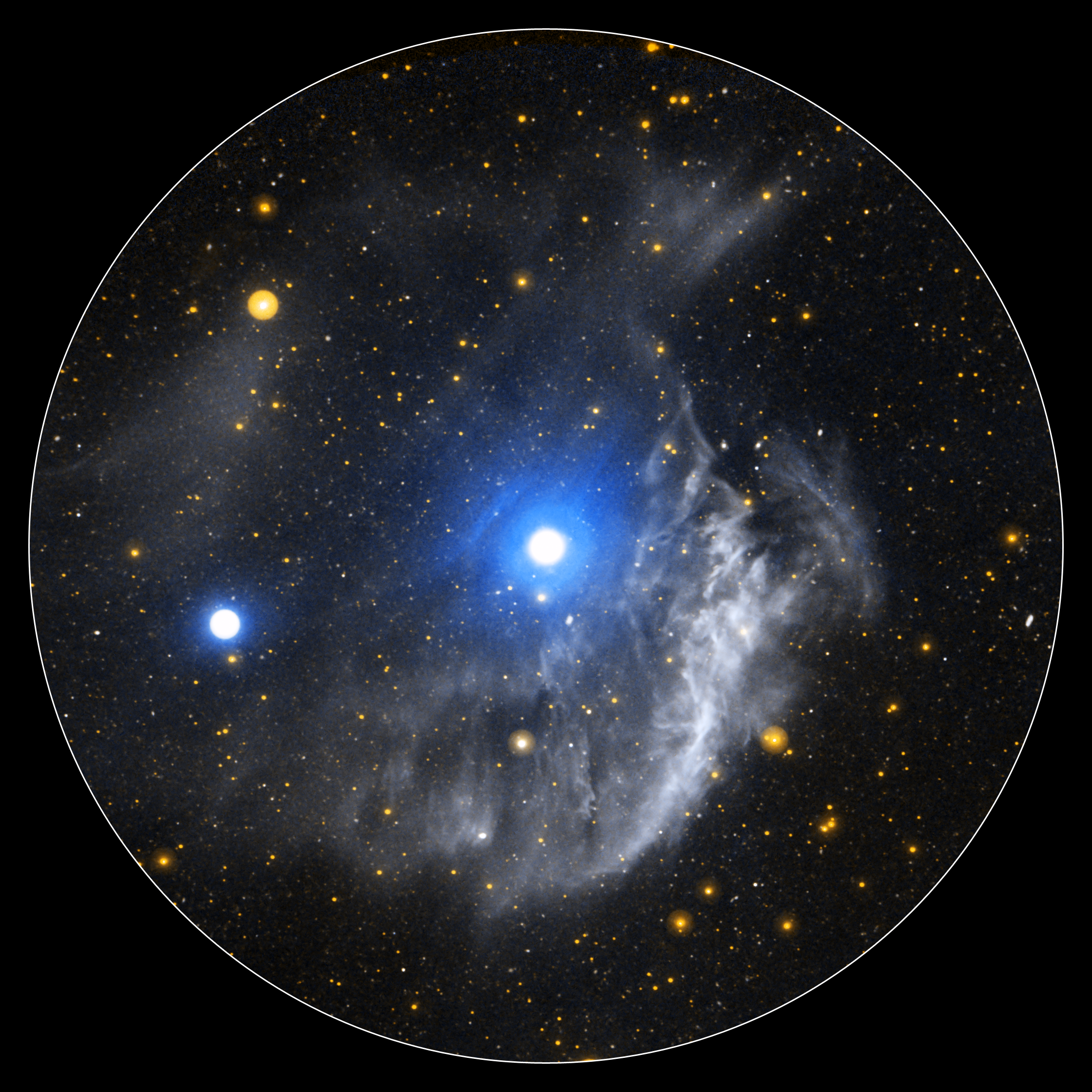
Hình ảnh Tia cực tím từ Galaxy Evolution Explorer của NASA
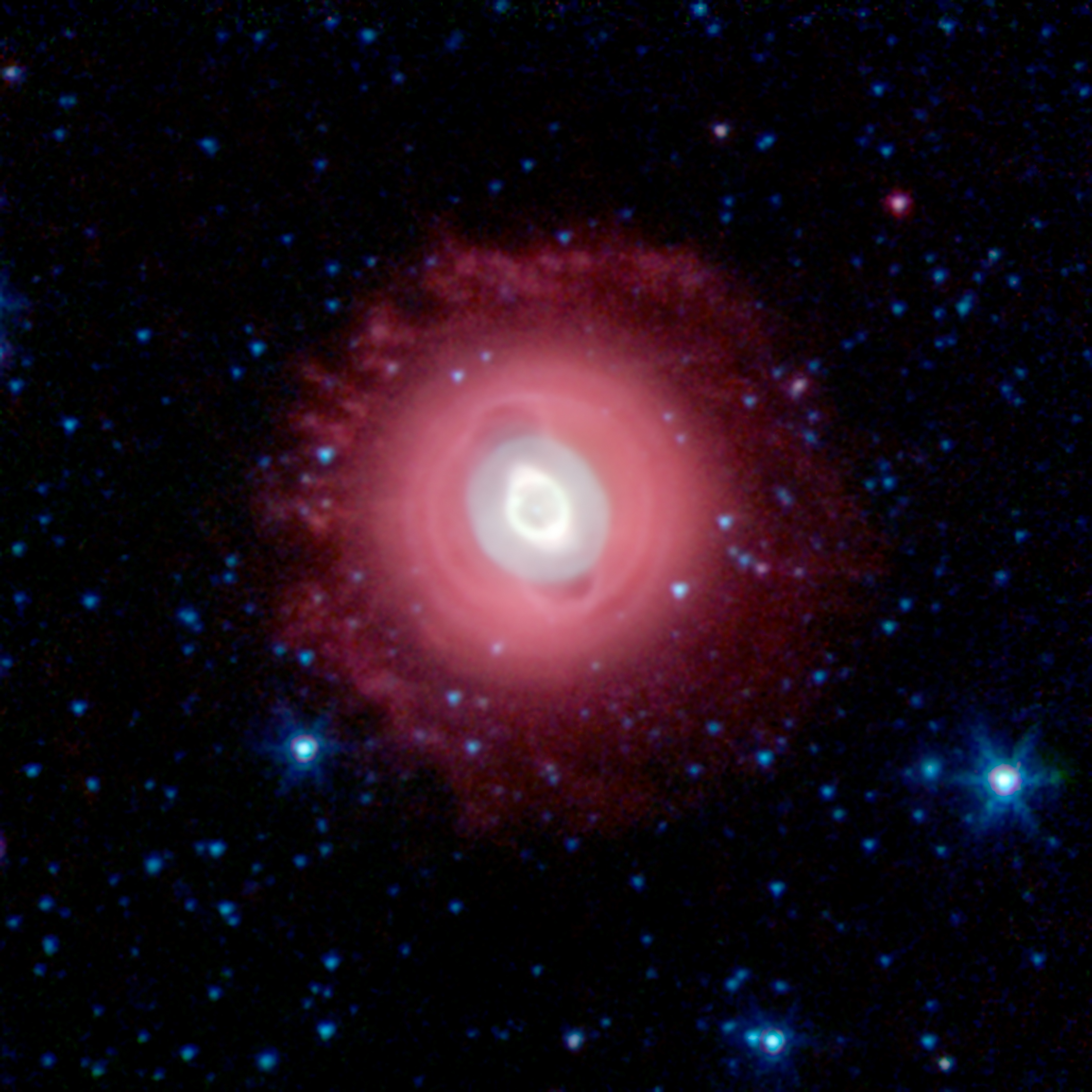
Hồng ngoại, Kính viễn vọng Không gian Spitzer